# Eva Twedberg
Eva Twedberg (Ystad, 16 de febrero de 1943) es una deportista sueca que compitió en bádminton, en las modalidades individual y de dobles mixto.
Ganó cuatro medallas en el Campeonato Europeo de Bádminton entre los años 1968 y 1972.

## Palmarés internacional
| Campeonato Europeo | Campeonato Europeo        | Campeonato Europeo | Campeonato Europeo |
| Año                | Lugar                     | Medalla            | Prueba             |
| ------------------ | ------------------------- | ------------------ | ------------------ |
| 1968               | Bochum (RFA)              | Medalla de bronce  | Individual         |
| 1970               | Port Talbot (Reino Unido) | Medalla de oro     | Individual         |
| 1972               | Karlskrona (Suecia)       | Medalla de bronce  | Individual         |
| 1972               | Karlskrona (Suecia)       | Medalla de bronce  | Dobles mixto       |